# Tingui-Boto
I Tingui-Boto (o anche Tingui) sono un gruppo etnico del Brasile che ha una popolazione stimata in circa 1.030 individui. Parlano la lingua portoghese e sono principalmente di fede animista.
Vivono nello stato brasiliano dell'Alagoas, nel villaggio di Olho D'Água do Meio, municipalità di Feira Grande.
Denominazioni alternative: Tingui, Carapató, Karapató. La lingua Tingui-Boto è considerata una lingua estinta.  Negli anni ottanta, grazie alla Fundação Nacional do Índio, sono stati riservati a questo gruppo circa due ettari di terreno per permettere lo svolgimento di un rituale segreto detto Ouricuri, emblema distintivo della comunità.